# Rhythm and blues contemporáneo
El rhythm and blues contemporáneo, abreviado como R&B contemporáneo, es un género musical que combina elementos de soul, rhythm and blues, funk, hip hop y EDM.
Aunque la abreviatura «R&B» (pronunciada normalmente a la inglesa, "ar-and-bí") se originó a partir de la música rhythm and blues tradicional, en la actualidad el término R&B suele utilizarse para describir un estilo de música afroamericana que se originó a partir del declive de la música disco en los años 1980. Algunas fuentes se refieren a este estilo como urban contemporary —el nombre de la radiofórmula que pone hip hop y R&B contemporáneo—. R&B también ha sido utilizado para referirse a rhythm & bass (en español: ritmo y bajo) aunque la exactitud de esta abreviatura está abierta a debate ya que el bajo forma parte del ritmo junto a la batería.
El R&B tiene un estilo de producción discográfica muy cuidada y limpia, ritmos basados en la utilización de caja de ritmos, ocasionales notas de saxo que le dotan de una sonoridad jazz —normalmente en los temas de R&B contemporáneo anteriores a 1993— y un estilo suave y aterciopelado de arreglos vocales. Las influencias electrónicas son cada vez más patentes, si bien la dureza y aspereza del dance o rap son atemperados. Los vocalistas de R&B contemporáneo suelen hacer uso de melisma, popularizado por vocalistas como Michael Jackson, David Bowie, Stevie Wonder,Craig David, Whitney Houston Mariah Careyy Beyoncé.

## Historia

### Años 1980
Con la transición del soul al R&B de principios a mediados de los 1980, los solistas Stevie Wonder, Luther Vandross, Anita Baker y nuevas estrellas como Michael Jackson (Off the Wall, Thriller, BAD) y Prince (For You, Dirty Mind, Purple Rain) dominaron durante toda la década. El álbum Thriller de Michael popularizó la música negra R&B (soul y funk), además del hard rock (Beat it) y se convirtió en el disco más vendido de todos los tiempos en el mundo entero, por lo cual recibió el título honorífico de "El Rey del Pop".
Cantantes femeninas de R&B como Whitney Houston y Janet Jackson adquirieron mucha popularidad durante la última mitad de la década; y Tina Turner, por entonces rondando los 50 años, regresó a la escena musical con una serie de éxitos. También fue popular New Edition, un grupo de adolescentes que sirvieron de prototipo para posteriores boy bands como New Kids on the Block, Backstreet Boys, Boyz II Men y NSYNC.
En 1986, Teddy Riley comenzó a producir grabaciones de R&B que incluían influencias del cada vez más popular género hip hop. Esta combinación del género R&B y los ritmos del hip hop fue conocido como new jack swing, con artistas como Keith Sweat, Guy, Jodeci y Bell Biv DeVoe. Otro popular pero efímero grupo con raíces de R&B más pronunciadas fue LeVert, liderado por Gerald Levert, hijo de Eddie Levert, líder vocalista de O'Jays.

### Años 1990
A principios de los 90, el grupo Boyz II Men popularizó de nuevo el soul clásico inspirado en la armonía vocal y varios grupos similares como Shai, Soul for Real y Dru Hill seguirían sus pasos. Boyz II Men y varios de sus competidores beneficiaron a productores como Babyface y Jimmy Jam and Terry Lewis, quien llevó a la fama a Janet Jackson —hermana de Michael— a finales de los 80 y principios de los 90. Como solista, Babyface y contemporáneos como Luther Vandross, Brian McKnight y Vanessa Williams se abstuvieron de las destacadas influencias del hip-hop, y grabaron en un género tranquilo y suave de R&B conocido como quiet storm.
Por entonces, el rock alternativo, la música adulta contemporánea y el gangsta rap mandaban en las listas, y los artistas de R&B comenzaron a añadir más de un sonido de hip-hop en sus trabajos. Surgió un nuevo género llamado hip hop soul producido por Mary J. Blige. Ella y otros artistas como R. Kelly, Montell Jordan, Brandy y Aaliyah más algunos predecesores del new jack swing trajeron el argot, estética y actitudes del hip hop al R&B. Este subgénero también incluye una fuerte influencia del gospel con inflexiones vocales y sonidos. El género se hizo menos popular hacia finales de los años 1990, pero más tarde resurgió. El sonido del hip hop soul continuó sonando con artistas como Jaheim, Ashanti, Amerie y Keisha Cole.
Durante mediados de los 1990, exitosos artistas como Mariah Carey, Aaliyah, el grupo femenino TLC y los ya mencionados Boyz II Men hicieron al R&B contemporáneo atraer a todos los públicos. Boyz II Men y Mariah Carey grabaron varios número 1 de Billboard Hot 100, incluyendo One Sweet Day, una colaboración entre ambos que hizo historia al ser el sencillo que más semanas estuvo en lo más alto de la Hot 100. Además, tanto Boyz II Men como TLC lanzaron álbumes en 1994, II y CrazySexyCool, respectivamente, que vendieron alrededor de diez millones de copias, recibiendo el certificado de disco diamante de la RIAA. Otros artistas superventas fueron Aaliyah, Toni Braxton, el cantante/productor/compositor R. Kelly y el grupo femenino En Vogue.
A finales de los 1990 y principios de siglo, las influencias del dance en el R&B pudieron ser escuchadas en los trabajos de varios artistas de R&B, los más notables Jennifer Lopez, Aaliyah, Backstreet Boys, NSYNC y 98 Degrees. El líder de la banda juvenil NSYNC, Justin Timberlake, continuó haciendo grabaciones en solitario en las que se mostraba una clara influencia en su música tanto de R&B como de hip hop. Otras estrellas que realizan música muy influida por el R&B —en ocasiones referido como «hip hop» o «dance»— son Christina Aguilera, Gwen Stefani, Nelly Furtado y Sugababes.
En el Reino Unido, el R&B encontró su camino en el 2-step, subgénero del UK garage, tipificado por el género de canto del R&B acompañado por ritmos de breakbeat y jungle. El artista más notable de 2-step es Craig David, que llegó al público estadounidense del R&B a comienzos del presente siglo.

### Años 2000
A principios de siglo xxi, la unión entre el R&B y el rap llegó a un punto en que, en algunos casos, la única diferencia entre ambas categorías se encuentra en que las voces sean rapeadas o cantadas (Aunque algunas veces un artista puede cantar y rapear al mismo tiempo (Christina Aguilera lo hizo con su exitoso Dirrty y  Nicki Minaj lo hizo con Starships) El R&B contemporáneo se está caracterizando por conceder más importancia a la figura del artista en solitario por encima del grupo musical.
El quiet storm, todavía existente, no es una presencia dominante en las listas de música popular y generalmente es reducido a la radio urbana contemporánea adulta. La mayoría de los artistas destacados del quiet storm, como Babyface y Gerald Levert, dieron comienzo a sus carreras musicales en los 80 y los 90, aunque artistas más recientes como Kem sean de los exponentes actuales del subgénero. Su influencia todavía puede ser vista en sencillos como el We Belong Together y Don't Forget About Us de Mariah Carey, Burn de Usher y Cater 2 U de Destiny's Child.
En los años 2000 la cantante Beyoncé ha tenido mucho éxito con canciones como Ego, If I Were a Boy, Love on Top, Crazy in Love, Irreplaceable, Single Ladies, y más. El artista Justin Timberlake es otro gran exponente de este género, gracias a sus dos álbumes Justified y FutureSex/LoveSounds y a temas como Cry Me a River, My Love, SexyBack, Madonna por las canciones What Goes Around... Comes Around, 4 Minutes, y Rihanna es otra exponente por sus éxitos Umbrella y Rehab. También podemos nombrar a Tiziano Ferro que en 2001 debutó con su disco Rosso Relativo / Rojo Relativo y Nelly Furtado, que el año 2006 triunfó con este género con su disco multiplatino Loose, del cual desprenden grandes éxitos como Promiscuous, Maneater y Say It Right. Otro caso es el de Shaun Taylor-Corbett y su canción Whatcha Do to Me.

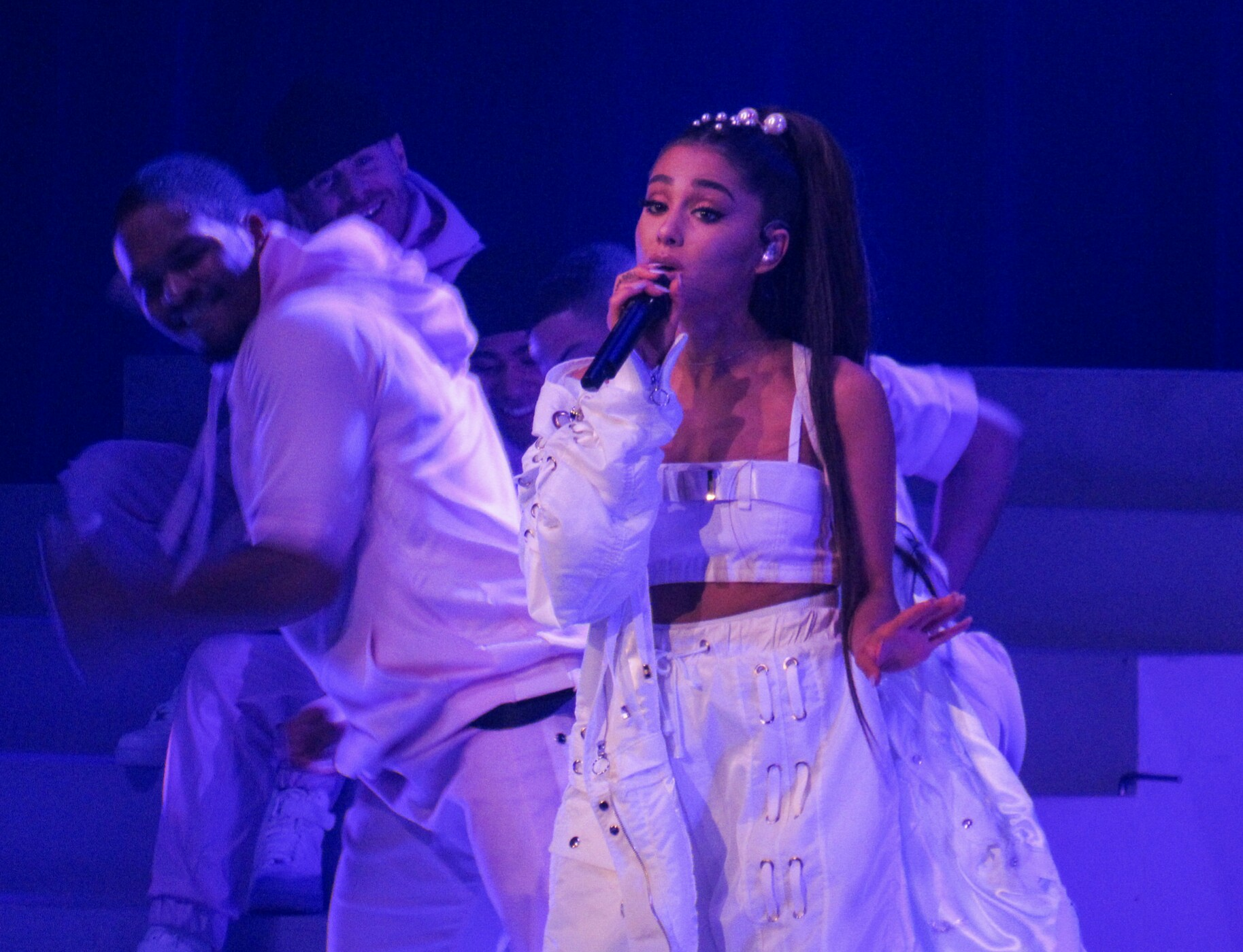
Ariana Grande llegó a ser una de las exponentes del R&B Contemporáneo de la década de los 2010.

### Años 2010
Desde 2010, Bruno Mars se ha convertido en uno de los artistas masculinos más exitosos y un claro exponente de la música R&B, llegando a ser comparado con artistas como Prince o Michael Jackson. Otro que también es comparado es el canadiense The Weeknd, que a partir de 2015 ha sido el artista más reproducido, llegando a ser un referente en el R&B contemporáneo. El R&B más tradicional y a veces más comerciales cuenta con artistas de la talla de Jason Derulo, Ne-Yo, Bruno Mars, Alicia Keys, Rihanna, Tory Lanez, Chris Brown, John Legend, Beyoncé, Craig David, Toni Braxton, Tinashe, Ariana Grande y la ganadora del American Idol Fantasia. Hoy en día, podemos encontrar algunas nuevas fusiones que introducen elementos de la música caribeña como el dancehall o el reggae, tales como en los casos de Rihanna (Work con Drake) y Camila Cabello (Crying in The Club).

### Años 2020
El R&B continuó existiendo en un estado frágil en 2019. Las discográficas están contratando a artistas de R&B nuevamente, lo cual es una señal potencial de salud comercial. Pero pocas discográficas han descubierto cómo romper un acto de R&B, porque el género todavía no se transmite como el rap ni se reproduce como el pop. Esto obligó a algunos cantantes de R&B a confiar en una fórmula repetitiva, la construcción de nuevas pistas alrededor de muestras dolorosamente obvias de un viejo éxito, para llegar a un amplio grupo de oyentes.
Frank Ocean está a punto de soltar un nuevo LP de 17 tracks. Tras publicar “DHL” en su fiesta PrEP+, el californiano presentó hace poco un superlativo segundo sencillo, “In My Room”
Mientras Jacquees ha pasado la última década tratando de vender a una generación su enorme y dramática destreza en el canto, Future ha trazado un camino que sacrifica la precisión vocal por la crudeza emocional impulsada por AutoTune. En "What They Gone Do With Me", el dúo demuestra que esos dos conceptos no están necesariamente en oposición.
En los últimos años se vienen consagrando en la música artistas femeninas como Summer Walker, Kehlani, Ella Mai, Jhené Aiko, SZA, Sabrina Claudio, Jorja Smith y Teyana Taylor, que recientemente anunció su retirada de la música.  
En la parte masculina tenemos al británico Zayn Malik, a los canadienses Partynextdoor y The Weeknd, y por otro lado los americanos Don Toliver, Giveon y Brent Faiyaz.

### La música en español
En 2018, Spotify creó una nueva lista de reproducción titulada "R&B en español". El éxito definitivo de R&B en español del año pasado fue el remix de "Toda" de Alex Rose con Cazzu, Lenny Tavárez, Lyanno y Rauw Alejandro, una especie de contraparte de R&B del éxito mundial "Te Boté". Las cuidadosas dosis de melisma en el primer verso de Rose, los coros elegantemente arreglados en el gancho de Tavárez, el grito altísimo que Alejandro deja escapar antes de pasar la batuta a Cazzu: todos estos son sellos tradicionales del R&B. En enero, el remix de "Toda" se acerca a 500 millones de visitas en YouTube. Otras canciones en esta línea han estado resonando en el mundo de habla hispana y, lo que es más importante, atrayendo el interés de los sellos discográficos. 
Al otro lado del Atlántico, Universal Music España apoyó a Maikel Delacalle. En temas como "Condiciones" y "Latinoamericana", Delacalle se basa en los simples licks de guitarra que impulsaron innumerables sencillos de R&B de finales de los noventa y principios de los 2000. A medida que “Latinoamericana” llega a su fin, el cantante comienza a multiplicar su voz, agregando ejecuciones vocales que dan vueltas y se sumergen alrededor del líder, otra técnica de R&B característica.